# Mesabolivar brasiliensis
Mesabolivar brasiliensis là một loài nhện trong họ Pholcidae. Loài này được phát hiện ở Brasil.